# The SeaCleaners
The SeaCleaners ist eine vom französisch-schweizerischen Abenteurer und Langstrecken-Rekordsegler Yvan Bourgnon im Jahr 2016 gegründete Umweltschutzorganisation. Anlass zur Gründung war für Bourgnon sein persönliches Erleben der dramatischen Verschmutzung der Meere während seiner Weltumsegelung im Sportkatamaran von 2013 bis 2015.
Ziel der Umweltorganisation ist es, die Ozeane und Meere vor dem Eintrag von Plastik zu schützen – insbesondere durch das professionelle Sammeln von Kunststoffabfällen an den Mündungen großer Flüsse wie dem Jangtsekiang, Gelben Fluss, Indus, Mekong und Nil. Zudem machen die SeaCleaners auf den Konsum und die Verschwendung von Plastik aufmerksam. Die SeaCleaners sind seit 2019 beim Umweltprogramm der Vereinten Nationen (UNEP) als Beobachterorganisation akkreditiert.
Die Arbeit der Organisation wird von einem wissenschaftlichen Beirat begleitet, der mit internationalen Wissenschaftlerinnen und Wissenschaftlern aus verschiedenen Disziplinen besetzt ist.

## Ziele
- Aufklärung und Prävention,
- Sammeln von Plastikmakroabfall in schwer verschmutzten Gebieten
- Biodiversität schützen und den Menschen wieder in den Mittelpunkt der ökologischen Fragen von morgen stellen.
- Erhebungen wissenschaftlicher Daten.
- Förderung einer nachhaltigen Kreislaufwirtschaft durch Lösungsvorschläge für die Verwertung von Kunststoffabfällen auf lokaler Ebene.[4]

## Manta-Projekt
Mit dem Hochseekatamaran „Manta“ hat The SeaCleaners ein Schiff entwickelt, das sich umweltfreundlich fortbewegen soll und dabei gleichzeitig das Meer von Kunststoffabfällen ab einer Größe von 5 mm reinigen kann. Die Fertigstellung ist für das Jahr 2023 geplant. Das Schiff wird sich selbst mit erneuerbarer Energie, gewonnen aus Solarmodulen, Windrädern und Wasserkraftanlagen, versorgen. Das Makroplastik soll aus dem Wasser aufgenommen werden, bevor es sich in Mikroplastik zersetzt und von lebenden Organismen aufgenommen wird. Das Sammelsystem befindet sich zwischen den Schiffsrümpfen. Der Abfall soll noch im Schiff sortiert werden. Der Großteil wird an Bord pyrolytisch vorbehandelt und mittels thermischer Verwertung in Energie umgewandelt.
Der Katamaran kann rund 250 Tonnen Plastikabfälle aufnehmen, bis seine Ladung in einem Hafen gelöscht werden muss. Ein Katamaran soll so insgesamt bis zu 10.000 Tonnen Plastik pro Jahr einsammeln können. Geplant ist, den Manta in den am stärksten verschmutzten Gebieten entlang der Küsten und Mündungen der 11 großen Flüsse einzusetzen, aus denen 80 % des in die Ozeane eingetragenen Kunststoffs stammt.

## Finanzierung
The SeaCleaners finanziert sich durch Spenden von Einzelpersonen und Unternehmen, um die operativen Kosten des Vereins und die Finanzierung des Entwurfs und des Baus des ersten Katamarans zu decken. Eine Wirtschaftsprüfungsgesellschaft stellt die ordnungsgemäße Verwaltung und Verwendung sicher.

## Auszeichnungen
Das Projekt und sein Gründer wurde von zahlreichen Gremien ausgezeichnet:
- 2019 European Leadership Awards des European Business Summit: European Innovator of the Year[9]
- 2019 Handelskammer Frankreich-Schweiz (CCIFS): Innovation Award[10]
- 2019 Internationale Industrie- und Handelskammer Frankreich: Special Jury’s Trophy[11]

## Netzwerke und Allianzen
The SeaCleaners ist Mitglied folgender Netzwerke und Allianzen:
- Blue Manifesto[13], Rettungsplan für die Meere
- Plastic Pollution Coalition[14]
- Break Free From Plastic[15]
- UNEP: Global Partnership on Marine Litter[16]
- United Nations Decade of Ocean Science for Sustainable Development[17]